# Wildenweiherbach
Der Wildenweiherbach ist ein gut einen Kilometer langer Bach auf der Pommertsweiler Teilgemarkung der Gemeinde Abtsgmünd im Ostalbkreis im nordöstlichen Baden-Württemberg, der östlich des Weilers Wildenhof von links und Südwesten neben dem Eisenweiher in die obere Bühler mündet.

## Geographie

### Verlauf
Der Wildenweiherbach entsteht etwa einen halben Kilometer westsüdwestlich des Pommertsweiler Weilers Wildenhäusle im Waldgebiet um den Hirschberg am unteren Nordhang der Erhebung etwa auf 460 m ü. NHN. Er fließt zunächst nach Nordosten, verlässt dabei nach etwa 0,4 km den Wald und nähert sich in baum- und strauchlosem Wiesengraben unter der Verbindungsstraße von Wildenhäusle her hindurch weiter dem Weiler Wildenhof. Wo er dessen Südrand fast erreicht hat, fließt auf etwa 441 m ü. NHN von links ein weniger als 0,3 km langer, ebenso kahler Wiesengraben von links und Westen zu, der ein Teileinzugsgebiet von weniger als 0,1 km² entwässert.
Der Wildenweiherbach fließt daraufhin fast östlich weiter, unterquert die Straße von Wildenhof nach Pommertsweiler und zieht dann am Nordsaum eines kleinen Wäldchens. Hierauf mündet er auf wenig unter 435 m ü. NHN von links in die obere Bühler, die hier links am Rande des mit 6,9 ha flächengrößten Eisenweihers in der Kette der Hammerschmiedeseen vorbeigeführt wird.
Nach einem 1,1 km langen Lauf mit einem mittleren Sohlgefälle von etwa 23 ‰ mündet der Wildenweiherbach etwa 25 Höhenmeter unterhalb seines Ursprungs.

### Einzugsgebiet
Der Wildenweiherbach entwässert etwa 0,6 km² des zum Naturraum Schwäbisch-Fränkische Waldberge zählenden Unterraums Sulzbacher Wald. Nach dem Waldgebiet, in dem er entspringt, nimmt die meist von Wiesen bedeckte offene Flur am Mittel- und am Unterlauf den größeren Teil des Einzugsgebietes ein. Es grenzt im Nordwesten an das des Neumühlebachs, hinter der höchsten Wasserscheide ganz im Süden über den 483 m ü. NHN hohen Hirschberg fließt der Lutstruter Bach zur Bühler noch oberhalb der Hammerschmiedeseen, deren obere Weiher jenseits der südöstlichen unbedeutendere Konkurrenten aufnehmen. Am Nordrand des Einzugsgebiets liegt fast ganz innerhalb der Weiler Wildenhof, an der Südostseite etwa zur Hälfte der Weiler Wildenhäusle, beide gehören zum Ortsteil Pommertsweiler der Gemeinde Abtsgmünd, in dessen Teilgemarkung das gesamte Einzugsgebiet liegt. Darin steht Mittelkeuper an.

## Schutzgebiete
Eon Zwickel des Einzugsgebietes rechts des Bachs in Seenähe gehört zum Landschaftsschutzgebiet Oberes Bühlertal und Umgebung. Das gesamte Einzugsgebiet liegt im Naturpark Schwäbisch-Fränkischer Wald.

### LUBW
Amtliche Online-Gewässerkarte mit passendem Ausschnitt und den hier benutzten Layern: Lauf und Einzugsgebiet des Wildenweiherbachs

Allgemeiner Einstieg ohne Voreinstellungen und Layer: Daten- und Kartendienst der Landesanstalt für Umwelt Baden-Württemberg (LUBW) (Hinweise)
1. 1 2 3 4 5  Höhe nach dem Höhenlinienbild auf dem Hintergrundlayer Topographische Karte.
2. 1 2  Höhe nach schwarzer Beschriftung auf dem Hintergrundlayer Topographische Karte.
3. ↑  Höhe nach blauer Beschriftung auf dem Hintergrundlayer Topographische Karte.
4. ↑  Länge nach dem Layer Gewässernetz (AWGN).
5. 1 2  Einzugsgebiet abgemessen auf dem Hintergrundlayer Topographische Karte.
6. ↑  Länge abgemessen auf dem Hintergrundlayer Topographische Karte.
7. ↑  Seefläche nach dem Layer Stehende Gewässer.
8. ↑  Schutzgebiete nach den einschlägigen Layern, Natur teilweise nach dem Layer Biotop.

### Andere Belege
1. ↑  Hansjörg Dongus: Geographische Landesaufnahme: Die naturräumlichen Einheiten auf Blatt 171 Göppingen. Bundesanstalt für Landeskunde, Bad Godesberg 1961. → Online-Karte (PDF; 4,3 MB)
2. ↑  Geologie nach: Mapserver des Landesamtes für Geologie, Rohstoffe und Bergbau (LGRB) (Hinweise)